# Аксели Гален-Калела
Аксели Валдемар Гален-Калела (на фински: Akseli Gallen-Kallela) е художник, известен със стенописите си и забележителните илюстрации към книгата „Седем братя“ на Алексис Киви и финландския епос „Калевала“ (познат на български в блестящия превод на Нино Николов).

## Биография
Роден е на 26 април 1865 г. в Пори, Финландия. От 1884 г. учи изящни изкуства в Париж, в „Академията Жулиан“. Във френската столица се сприятелява с живописците Алберт Еделфелт (Финландия) и Адам Дьорнбергер (Норвегия) и с шведския писател Август Стриндберг. През 1895 г. прави в Берлин обща изложба с Едвард Мунк.
През 1900 г., като вече утвърден художник-реалист, комуто обаче не е чужд и експресионизмът, Гален-Калела рисува стенописите за финландския павилион на Световното изложение в Париж. През 1918 пак на него е възложен дизайнът на знамената, гербовете и униформите на независима Финландия. Автор е и на бароковите фрески в Националния музей в Хелзинки.
Аксели Гален-Калела е един от най-космополитните представители на финландското изкуство. Освен в родината си и във Франция, дълги периоди от време живее в Африка и Северна Америка.
Умира на 7 март 1931 г. от пневмония в Стокхолм, на път към дома си от Копенхаген, където е изнасял лекция.
Едно от трите му деца, синът му Йорма Гален-Калела (1898-1939), също става художник, но неговата обещаваща кариера завършва през Зимната война, когато бива убит от съветски войници.

## Галерия
- „Момче и гарван“ (1884)
- „Старица с котка“ (1885)
- „Démasquée“ (1888)
- „Парижанка“ (1888)
- „Автопортрет“, 1893
- „Калевала“: защитата на Сампо (1896)
- „Калевала“: майката на Леминкейнен (1897)
- „Небе“ (1904)